# Лавинское сельское поселение
Ла́винское се́льское поселе́ние — муниципальное образование в составе Сурского района Ульяновской области. Административный центр — село Лава.

## Население
| 2010  | 2012  | 2013  | 2014  | 2015  | 2016  | 2017  |
| ----- | ----- | ----- | ----- | ----- | ----- | ----- |
| 1335  | ↘1321 | ↘1291 | ↘1245 | ↘1218 | ↘1196 | ↘1181 |
| 2018  | 2019  | 2020  | 2021  |       |       |       |
| ↘1159 | ↘1134 | ↘1108 | ↘1014 |       |       |       |

## Состав сельского поселения
В состав поселения входят 6 населённых пунктов: 5 сёл и 1 посёлок.
| № | Населённый пункт | Тип населённого пункта       | Население |
| - | ---------------- | ---------------------------- | --------- |
| 1 | Белый Ключ       | село                         | 404       |
| 2 | Болтаевка        | село                         | 49        |
| 3 | Красные Горы     | село                         | 3         |
| 4 | Лава             | село, административный центр | 774       |
| 5 | Степановка       | село                         | 0         |
| 6 | Элита            | посёлок                      | 105       |